# Liriomyza volatilis
Liriomyza volatilis är en tvåvingeart som beskrevs av Spencer 1965. Liriomyza volatilis ingår i släktet Liriomyza och familjen minerarflugor.
Artens utbredningsområde är Etiopien. Inga underarter finns listade i Catalogue of Life.